# Tartinka

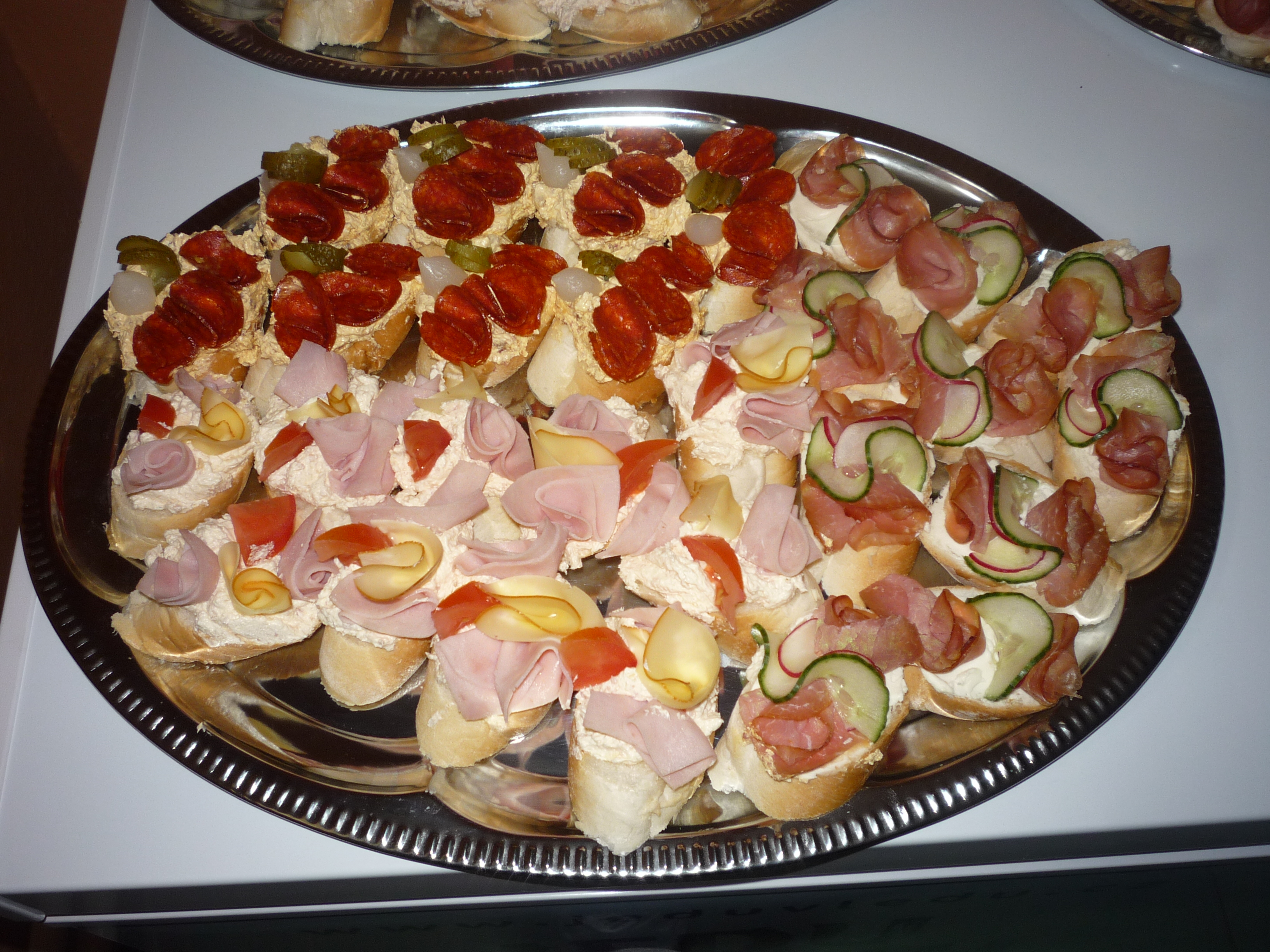

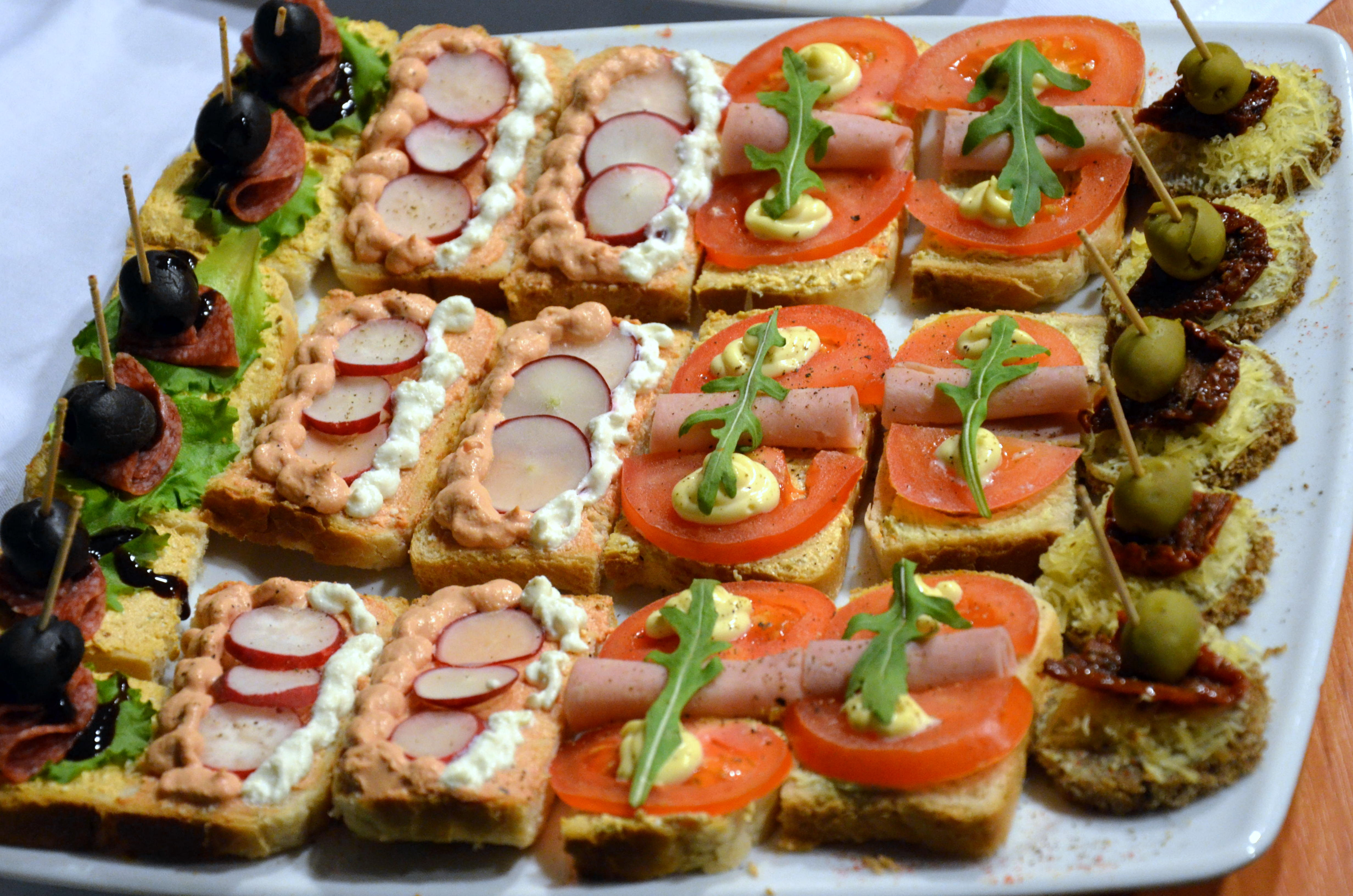

Tartinka – rodzaj kanapki na jednej warstwie pieczywa (np. chleb, bułka, pieczywo chrupkie lub krakers), na której układa się dodatki, np. ser, wędlinę, jajka, warzywa, pastę rybną, jajeczną, majonez, ketchup. Tartinki z ozdobnie ułożonymi dodatkami podaje się na przyjęciach i bankietach, mniej skomplikowane zaś stanowią część codziennego jadłospisu, zwłaszcza w Polsce. Kanapki tego rodzaju jada się zwyczajowo także w Skandynawii.